# بريقا (المفرق)

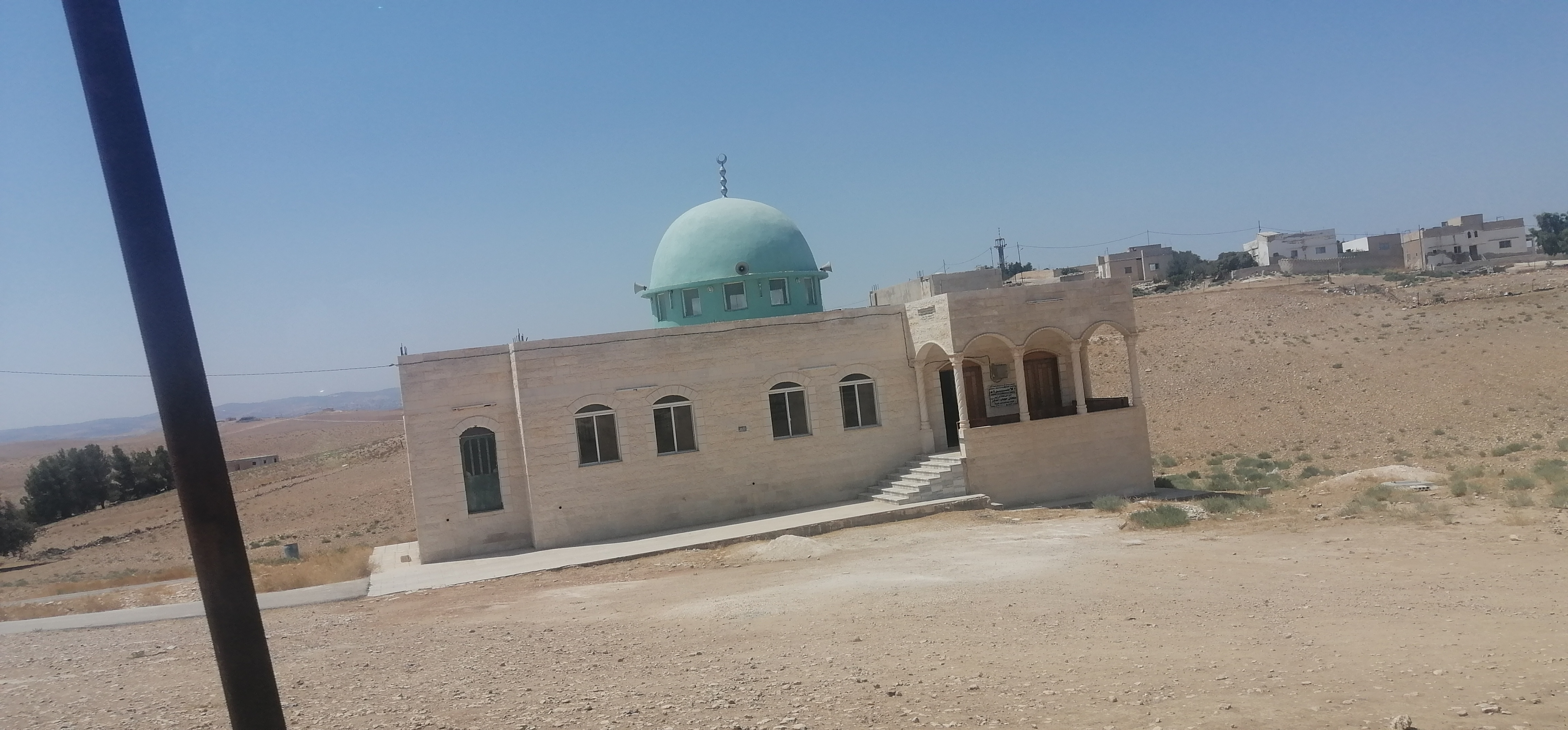
مسجد الاسراء في بلدة بريقا

بريقا منطقة سكنية تقع في لواء البادية الشمالية الغربية، محافظة المفرق في الأردن. تنتمي المنطقة لقضاء حوشا الذي يضم 11 منطقة. يقدر عدد سكانها بـ 1214 نسمة حسب إحصاء 2015. يحدها مناطق البويضة من الشمال والتي تتبع لواء الرمثا، ومن الشرق فاع من الشمال منطقة الخناصري. تعاني من بعض المشاكل والتي منها انقطاع المياه بشكل متكرر. تتبع بلدة بريقا لبلدية الباسلية  والتي تضم مناطق الحرش وفاع والخناصري.

## معالم البلدة

### المساجد
- مسجد النعيمي
- مسجد الإسراء
- المسجد العثماني القديم ويعد اقدم مسجد في البلدة

## الوصلات الخارجية
- دائرة الاحصاءات العامة